# Paschalis I. (Papst)

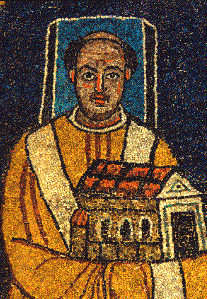
Paschalis I. auf einem Mosaik der Basilika Santa Prassede, 9. Jahrhundert

Paschalis I. (* Ostern in Rom; † 11. Februar 824 ebenda) war von 817 bis 824 Papst als Nachfolger Stephans IV.

## Pontifikat
Paschalis war Abt von St. Stephan in Rom, als er am 25. Januar 817 zum Papst gewählt wurde. Er erhielt von Kaiser Ludwig dem Frommen die bereits mit seinem Vorgänger ausgehandelte Garantie der Selbständigkeit des Kirchenstaates und der freien Papstwahl.
Paschalis war um Kooperation mit dem westlichen Kaisertum bemüht und salbte 823 Lothar I. zum Kaiser. Lothar versuchte allerdings bald darauf, Papsttum und Kirchenstaat enger an das Kaisertum zu binden. Paschalis wiederum versuchte Einfluss in der fränkischen Reichskirche zu nehmen und seine Stellung in Rom zu festigen. Er war auch einer der wesentlichen Förderer der Missionierung Nordeuropas. Kulturell war er ebenfalls aktiv und kümmerte sich um die Gründung und Restauration römischer Kirchen, die teils mit Mosaiken in spätantiker Tradition geschmückt wurden.
In Rom war er wegen seiner strengen Amtsführung unbeliebt, 824 kam es zu Unruhen. Nach seinem Tod wurde er in der von ihm wiedererrichteten Kirche Santa Prassede bestattet, da das Volk eine Grablegung in Alt St. Peter verhinderte. Sein Nachfolger Eugenius II. ließ die Gebeine aber doch in eine Kapelle der vatikanischen Basilika überführen. Möglicherweise ließ er die Zenon-Kapelle in der Basilika Santa Prassede als Grabstätte für seine Mutter Theodora Episcopa errichten.
Namenstage für Paschalis sind der 11. Februar (römisch-katholische Kirche) und der 14. Mai (orthodoxe Kirche).